# Toivo Pawlo
Toivo Pawlo (født 25. december 1917, død 14. juni 1979) var en svensk skuespiller, der medvirkede i omkring 50 film mellem 1942 og 1978. Han vandt i 1976 en Guldbagge for sin præstation i spillefilmen Hallo baby (1976), der er instrueret af Johan Bergenstråhle.

## Udvalgt filmografi
- Anna Lans (1942)
- Ungt blod (1943)
- Det sidste skud (1944)
- Pigen og djævelen (1944)
- Huset nr. 19 (1949)
- Greve Svensson (1951)
- Barabbas (1953)
- Blå himmel (1955)
- Ansigtet (1958)
- Ungdom, fart og sex (1959)
- Skal vi elske? (1961)
- Topaze (tv-film, 1963)
- Den gule bil (1963)
- Elskende par (1964)
- Made in Sweden (1969)
- Mellem to mænd (1970)
- Manden, som holdt op med at ryge (1972)
- Mumidalen (tv-serie, 1973)
- Eventyret om Karl-Bertil Jonssons juleaften (animationsfilm, 1975)
- Hallo baby (1976)
- Tabu (1977)
- Picassos eventyr (1978)